# پارک ملی تارباغاتای
پارک ملی تارباغاتای (به قزاقی: Тарбағатай ұлттық паркі، تارباعاتاي ۇلتتىق پاركى) یک پارک ملی در قزاقستان است که در شهرستان اورجار واقع شده‌است.